# Oceania Broadcasting Network
Oceania Broadcasting Network (también conocido como OBN, o por su sigla A3M-TV 7) es un canal de televisión tongano que emite en señal abierta, y que es propiedad de Christopher Racine y operado por miembros de la Comunidad Cristiana Tokaikolo. Comenzó sus transmisiones en 1991.

## Inauguración
OBN fue oficialmente inaugurado por el Rey Taufa'ahau Tupou IV el 29 de septiembre de 1991. Fue el segundo canal de televisión en el Reino de Tonga que transmitía bajo la norma NTSC, compitiendo inicialmente con ASTL TV3, antes de que este último cesara sus transmisiones en 1993.

## Edificio
El edificio para el que se había concedido la licencia de la estación estaba supuestamente arrendado por una unidad de la Iglesia de Jesucristo de los Santos de los Últimos Días de Nuku'alofa. Tras la cancelación anticipada del arrendamiento de su propiedad por parte del rey de Tonga, los mormones se vieron obligados a trasladarse a Liahona High School. El edificio fue entonces arrendado a un empresario chino, quien abrió el restaurante chino Tong-Hua. Este restaurante estuvo en dicho lugar durante casi diez años, hasta que también se vieron obligados a mudarse cuando el rey otorgó un arrendamiento de cincuenta años a la TV 7. La torre de televisión original estaba adosada a la parte del edificio donde antes se alzaba la aguja.

## Influencia cristiana
OBN comenzó principalmente como un canal cristiano, pero posteriormente, debido a peticiones del rey, expandió su programación para incluir otros géneros, tales como noticias, deportes y entretenimiento en general.
En 1993, el canal transmitía tres horas por la mañana y cuatro horas y media por la tarde. Según una encuesta de la UNESCO realizada en aquel momento, el director de la emisora, Ray Wick, afirmó que aproximadamente el 70 % de la programación estaba compuesta por contenido religioso, con un plan a corto plazo para reducir dicha proporción al 60 %. El exceso de programación religiosa en OBN provocó que los espectadores prefiriesen masivamente la ASTL-TV3.
Algunos de los programas cristianos emitidos con regularidad son:
- Billy Graham Ministries
- Hillsong Television
- In Touch
- 700 Club International

## Canales adicionales
En 1998, OBN expandió sus operaciones gracias al mejoramiento de sus estudios, la instalación de dos antenas parabólicas satelitales y una nueva torre, la más alta de Tonga. También fueron lanzados tres nuevos canales de señal abierta: Canal 8 (una versión en PAL del Canal 7), Canal 9 (que transmite CNN, BBC World y FOX News en NTSC), y Canal 10 (una versión en PAL de Canal 9). Es en este momento cuando la empresa comienza a enfatizar en el uso de la marca OBN en vez de TV 7. Sin embargo, el canal sigue siendo conocido entre los televidentes tonganos como TV 7.
En 2000, OBN finalizó las transmisiones del Canal 9, luego de que el gobierno tongano revocó la licencia de OBN para dicha frecuencia. El gobierno relocalizó en el canal 9 a su canal, TV Tonga. Posteriormente, OBN eliminaría el canal 10, transmitiendo sólo en los canales 7 (NTSC) y 8 (PAL).

## TV Tokaikolo
Para el televidente promedio, una de las tendencias notorias de OBN es la de dedicar una parte considerable de su programación a la Iglesia Tokaikolo y su escuela, el Lavengamalie College. Esto ocurre debido a que la mayoría de los empleados de OBN son miembros de Tokaikolo, siendo el más importante de ellos el Gerente del canal, Sangster Saulala, hijo del Presidente de Tokaikolo, Reverendo Liufau Saulala.

## Influencia política
A pesar de que inicialmente estaba distanciada de la política tongana, OBN ha parecido cambiar dicho estado cuando se volvió un canal comercial. Cuando el canal gubernamental, TV Tonga, rehusó emitir cualquier programa que apoyara al Movimiento por los Derechos Humanos y la Democracia durante la huelga de funcionarios públicos de 2005, OBN se convirtió en una ventana de expresión para los huelguistas, permitiendo la libertad de expresión a diferencia del canal controlado por el gobierno.
Silenciada por el gobierno en 2006 en un intento por controlar los medios de comunicación en Tonga, el canal volvió a emitir su programación normal en marzo de 2009.

## Programas locales
- Check it Out!
- Good Morning Tonga
- OBN Tonga News
- Pole 'o e Kuonga
- Stars on Sunday
- Tala 'o Tonga